# Țânțăreni, Gorj
Țânțăreni este satul de reședință al comunei cu același nume din județul Gorj, Oltenia, România.

## Sport
Echipa de fotbal Jiul Țânțăreni a câștigat liga a II-a în sezonul 1965-66.

## Personalități
- Septimiu Pretorian (1893 - 1977), general român